# Graziano Cesari
Graziano Cesari (Parma, 1956. december 23. –) olasz nemzetközi labdarúgó-játékvezető. Polgári foglalkozása tévészemélyiség/PR menedzser.

## Pályafutása

### Nemzeti játékvezetés
1974-ben tette le a játékvezetői vizsgát, 1990-ben lett a Serie A bajnokság játékvezetője. Az aktív nemzeti játékvezetéstől 2002-ben vonult vissza. Első ligás mérkőzéseinek száma: 168.

#### Nemzeti kupamérkőzések
Vezetett Kupa-döntők száma: 1.

##### Szuperkupa
| Időpont             | Helyszín               | Mérkőzés típusa | Mérkőzés               | Eredmény | Nézők száma |
| ------------------- | ---------------------- | --------------- | ---------------------- | -------- | ----------- |
| 2001. augusztus 19. | Olimpiai Stadion, Róma | döntő           | AS Roma–ACF Fiorentina | 3 : 0    | 6.050       |

### Nemzetközi játékvezetés
Az Olasz labdarúgó-szövetség Játékvezető Bizottsága (JB) 1994-ben terjesztette fel nemzetközi játékvezetőnek, a Nemzetközi Labdarúgó-szövetség (FIFA) bíróinak keretébe. Több nemzetek közötti válogatott és klubmérkőzést vezetett. UEFA besorolás szerint a „mester” kategóriába tevékenykedett. 1999-ben egy rövid időre felfüggesztette a FIFA, mert a mérkőzés szünetében dohányzott! Az olasz nemzetközi játékvezetők rangsorában, a világbajnokság-Európa-bajnokság sorrendjében többedmagával a 17. helyet foglalja el 7 találkozó szolgálatával. Az aktív nemzetközi játékvezetéstől 2002-ben a FIFA 45 éves korhatárát elérve búcsúzott. Válogatott mérkőzéseinek száma: (Európában/UEFA) 10 + 1 (Óceánia/OFC)

#### Világbajnokság
Kettő világbajnoki döntőhöz vezető úton Franciaországba a XVI., az 1998-as labdarúgó-világbajnokságra és Dél-Koreába és Japánba a XVII., a 2002-es labdarúgó-világbajnokságra a FIFA JB bíróként alkalmazta.

##### 1998-as labdarúgó-világbajnokság
| Időpont           | Helyszín                      | Mérkőzés típusa           | Mérkőzés                  | Eredmény | Nézők száma |
| ----------------- | ----------------------------- | ------------------------- | ------------------------- | -------- | ----------- |
| 1997. március 29. | Windsor Park Stadion, Belfast | előselejtező (9. csoport) | Észak-Írország–Portugália | 0 : 0    | 10 500      |

##### 2002-es labdarúgó-világbajnokság
| Időpont            | Helyszín                   | Mérkőzés típusa             | Mérkőzés            | Eredmény | Nézők száma |
| ------------------ | -------------------------- | --------------------------- | ------------------- | -------- | ----------- |
| 2000. október 7.   | GSP Stadion, Nicosia       | előselejtező (2. csoport)   | Ciprus–Hollandia    | 0 : 4    | 10 250      |
| 2001. március 24.  | BayArena, Leverkusen       | előselejtező (9. csoport)   | Németország–Albánia | 2 : 1    | 22 500      |
| 2001. november 20. | Cricket Stadion, Melbourne | OFC/CONMEBOL zóna rájátszás | Ausztrália–Uruguay  | 1 : 0    | 84 656      |

#### Európa-bajnokság
Az európai-labdarúgó torna döntőjéhez vezető úton Angliába a X., az 1996-os labdarúgó-Európa-bajnokságra és Belgiumba és Hollandiába a XI., a 2000-es labdarúgó-Európa-bajnokságra az UEFA JB játékvezetőként foglalkoztatta.

##### 1996-os labdarúgó-Európa-bajnokság
| Időpont            | Helyszín                  | Mérkőzés típusa           | Mérkőzés       | Eredmény | Nézők száma |
| ------------------ | ------------------------- | ------------------------- | -------------- | -------- | ----------- |
| 1994. november 15. | Tsirion Stadion, Limassol | előselejtező (2. csoport) | Ciprus–Belgium | 1 : 1    | 2 021       |

##### 2000-es labdarúgó-Európa-bajnokság
| Időpont             | Helyszín                 | Mérkőzés típusa           | Mérkőzés                   | Eredmény | Nézők száma |
| ------------------- | ------------------------ | ------------------------- | -------------------------- | -------- | ----------- |
| 1999. március 27.   | Windsor Park, Belfast    | előselejtező (3. csoport) | Észak-Írország–Németország | 0 : 3    | 14 270      |
| 1999. szeptember 4. | Tehelne Stadion, Pozsony | előselejtező (7. csoport) | Szlovákia–Románia          | 1 : 5    | 8 143       |